# يو إف سي على إي إس بي إن: ليموس ضد جانديروبا
يو إف سي على إي إس بي إن: ليموس ضد جانديروبا (بالإنجليزية: UFC on ESPN: Lemos vs. Jandiroba)‏ هو حدث لفنون القتال المختلطة ستُنظمته يو إف سي، وسيُقام في 20 يوليو 2024، على يو إف سي أبيكس في إنتربرايز، نيفادا، وهي جزء من منطقة لاس فيغاس الحضرية، الولايات المتحدة.